# Шпак строкатий
Шпак строкатий (Gracupica contra) — вид горобцеподібних птахів родини шпакових (Sturnidae).

## Поширення
Вид поширений в Південній та Південно-Східній Азії. Мешкає в Індії, на сході Пакистану, в Непалі, Бутані, Бангладеш, М'янмі, Лаосі, Таїланді і Камбоджі. Індродукований в Саудівській Аравії, ОАЕ, на Тайвань і в Японію. Населяє рівнинні території, не піднімаючись вище 700 м над рівнем моря.